# Vincent Blais
Vincent Blais (* 10. Januar 1990 in Lac-Mégantic) ist ein kanadischer Biathlet.
Vincent Blais lebt in Québec und startet für Biathlon Estrie, wo er von Martin Tremblay trainiert wird. Seit 2001 betreibt er Biathlon. Er gewann bei den Nordamerikanischen Meisterschaften im Sommerbiathlon 2009 in Jericho hinter David Grégoire und Michael Gibson im Sprint die Bronzemedaille, im Verfolgungsrennen den Titel. Bislang gewann er 12 Medaillen bei kanadischen Juniorenmeisterschaften, darunter 2010 in Canmore im Sprint und im Einzel die Bronzemedaillen, 2011 in Charlo die Silbermedaille im Verfolgungsrennen. Bei den Nordamerikanischen Meisterschaften im Biathlon 2010 in Fort Kent gewann er zunächst den Juniorentitel im Verfolgungsrennen und nahm danach am offenen Massenstartrennen teil, wo er Neunter wurde. Nächste internationale Meisterschaften wurden die Biathlon-Juniorenweltmeisterschaften 2011 in Nové Město na Moravě, bei denen Blais 39. des Einzels, 56. des Sprints, 52. der Verfolgung und 13. mit der Staffel wurde. 
Seit 2011 startet Blais bei den Männern. Gleich in seiner ersten Saison konnte er den NorAm-Cup nach sechs Podiumsplatzierungen, davon zwei Siegen, gewinnen. Zudem wurde er beim North American Invitational 2012 Dritter im Massenstart und gewann die Bronzemedaille bei den kanadischen Meisterschaften in der Verfolgung. In der Folgesaison konnte Vincent Blais NorAm-Cup nur einmal das Podest erreichen und belegte im Gesamtklassement den dritten Rang. Jedoch nahm er zum ersten Mal an den Biathlon-Europameisterschaften teil, bei denen er 39. des Einzels, 49. des Sprints und 38. der Verfolgung wurde. Außerdem gab er in Ridnaun sein Debüt im IBU-Cup und kam anschließend zu regelmäßigen Einsätzen in dieser Rennserie.

## Belege
1. ↑  Stand 2011

| Personendaten    | Personendaten        |
| ---------------- | -------------------- |
| NAME             | Blais, Vincent       |
| KURZBESCHREIBUNG | kanadischer Biathlet |
| GEBURTSDATUM     | 10. Januar 1990      |
| GEBURTSORT       | Lac-Mégantic         |